# 韦恩堡 (法国)
韦恩堡（法語：Weinbourg，法語發音：[vainbuʁ]）是法国下莱茵省的一个市镇，属于萨韦尔讷区。

## 地理
韦恩堡（48°52'16"N, 7°26'26"E）面积5.29 平方千米，位于法国大東部大區下莱茵省，该省份为法国大陆部分最东部的省份，是阿尔萨斯的一部分，今与上莱茵省组成了阿尔萨斯欧洲集体，其南至上莱茵省，西南接孚日省和默尔特-摩泽尔省，西接摩泽尔省，北与德国接壤。
与韦恩堡接壤的市镇（或旧市镇、城区）包括：英维莱尔、奥贝尔苏尔特兹巴克、斯帕尔斯巴克、韦泰尔斯维莱。
韦恩堡的时区为UTC+01:00、UTC+02:00（夏令时）。

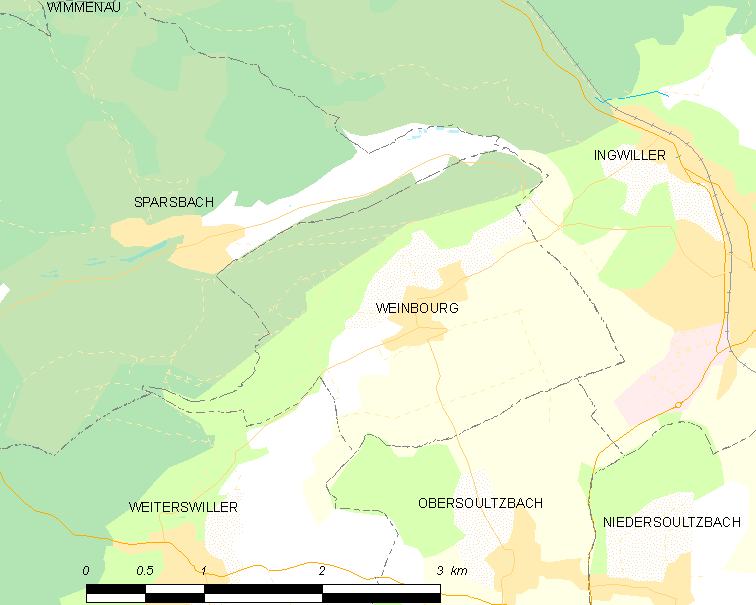
韦恩堡的OSM定位图

## 行政
韦恩堡的邮政编码为67340，INSEE市镇编码为67521。

## 政治
韦恩堡所属的省级选区为英维莱尔县。

## 人口

1962-2008年间韦恩堡人口变化图示

韦恩堡于2022年1月1日时的人口数量为466人。